# یواس‌اس راپاهانوک (ای‌اف-۶)
یواس‌اس راپاهانوک (ای‌اف-۶) (به انگلیسی: USS Rappahannock (AF-6)) یک کشتی بود که طول آن ۴۷۱ فوت ۲ اینچ (۱۴۳٫۶۱ متر) بود. این کشتی در سال ۱۹۱۳ ساخته شد.